# Ramon Sylvan
Georges Ramon Douglas Sylvan, född 11 maj 1933 i Stockholm, död 11 april 2012 i Skärholmen, var en svensk TV-inspicient, stuntman och skådespelare. Han var son till boxaren George Sylvan, med artistnamnet Joe Sylvain, och Ester Ottilia Nygren, kraftatleten Miss Arona ("Världens starkaste mamma"). Som skådespelare gjorde han bl.a. TV-rollerna Alessandro den Tricola i Bombi Bitt och jag och Starke Adolf i Pippi Långstrump. 
Ramon Sylvan var dessutom mycket framgångsrik i judo och pistolskytte. Han gick även en enda boxningsmatch, vilken han dock förlorade på KO. Han ställde också upp som fotomodell i olika sammanhang som bokomslag till deckare. Som vältränad mjölkdrickare var han med i TV-reklam vid sidan av den spinkige Lasse Åberg. Under en period var uppträdde han som cowboy på High Chaparall i Småland. Sylvan är begravd på Tyresö begravningsplats.

## Filmografi
- 1980 – Sverige åt svenskarna
- 1977 – 91:an och generalernas fnatt
- 1976 – Stadsresan
- 1975 – I död mans spår
- 1972 – Klara Lust
- 1969 – Pippi Långstrump
- 1968 – Bombi Bitt och jag
- 1961 – Svenska Floyd